# Vladimir Iliev
Vladimir Iliev, né le 17 mars 1987 à Trojan, est un biathlète bulgare. Il remporte la médaille d'argent de l'individuel 20 km lors de sa dixième participation aux championnats du monde, le 13 mars 2019 à Östersund.

## Biographie
Membre du club de sa ville natale Trojan, Vladimir Iliev fait partie de l'équipe nationale depuis 2004, où il fait ses débuts en junior. Il obtient sa première sélection en sénior à l'occasion de la manche de Coupe du monde disputée à Östersund en fin d'année 2006. Il remporte une épreuve de la Coupe d'Europe junior à Bansko en 2007, année où il est aussi présent aux Championnats du monde à Antholz.  
Sa participation à la Coupe du monde devient plus régulière à partir de la saison 2008-2009, où il collecte ses premiers points avec une 32e place à l'individuel des Mondiaux de Pyeongchang. 
Aux Jeux olympiques d'hiver de 2010, il est 83e du sprint, 79e de l'individuelle et 16e du relais. Aux Championnats du monde de biathlon d'été 2011, il gagne sa première médaille, en bronze sur le sprint.
En début d'année 2012, il fait son incursion dans le top vingt aux Mondiaux de Ruhpolding (16e) avant de rentrer dans le top dix l'hiver suivant avec le sixième rang au sprint de Pokljuka.
Aux Jeux olympiques d'hiver de 2014, à Sotchi, il est 59e du sprint, 54e de la poursuite, 38e de l'individuel et 15e du relais. En 2015, il obtient des résultats plus significatifs dont une médaille de bronze aux Championnats d'Europe à Otepää sur l'individuel et deux places dans le top dix aux Championnats du monde à Kontiolahti (8e et 6e). Aux Championnats du monde de biathlon d'été 2015, il gagne la médaille d'or sur le sprint à Cheile Gradistei. Aux Championnats d'Europe 2016, ip remporte une nouvelle médaille de bronze sur la mass-start.
En 2017, après avoir amélioré son meilleur classement en Coupe du monde avec une cinquième place à Nove Mesto, il devient champion d'Europe du sprint à Duszniki-Zdrój. Aux Jeux olympiques d'hiver de 2018, à Pyeongchang, il est 54e du sprint, 46e de la poursuite, 19e de l'individuel, 16e du relais et 17e du relais mixte. Malgré sans top dix individuel en Coupe du monde 2018-2019, il remporte la médaille d'argent de l'individuel derrière Arnd Peiffer aux Mondiaux d'Östersund. Il est le premier biathlète bulgare masculin médaillé aux Championnats du monde.

## Vie privée
Compagnon de Milena Todorova, il est père d'une petite fille depuis 2023.

## Palmarès

### Jeux olympiques
| Épreuve / Édition                | Individuel | Sprint | Poursuite | Départ en masse | Relais | Relais mixte |
| Jeux olympiques 2010 Vancouver   | 79e        | 84e    | —         | —               | —      | —            |
| Jeux olympiques 2014 Sotchi      | 39e        | 59e    | 54e       | —               | 15e    | —            |
| Jeux olympiques 2018 Pyeongchang | 19e        | 54e    | 46e       | —               | 16e    | 17e          |

### Championnats du monde
| Mondiaux /Épreuve       | Individuel               | Sprint | Poursuite | Mass start | Relais | Relais mixte | Relais mixte simple              |
| 2007 Antholz            | 63e                      | 96e    | —         | —          | 18e    | 18e          | Épreuve inexistante à cette date |
| 2008 Östersund          | —                        | 96e    | —         | —          | 20e    | —            | Épreuve inexistante à cette date |
| 2009 Pyeongchang        | 32e                      | 84e    | —         | —          | 11e    | —            | Épreuve inexistante à cette date |
| 2011 Khanty-Mansiïsk    | 59e                      | 68e    | —         | —          | 16e    | —            | Épreuve inexistante à cette date |
| 2012 Ruhpolding         | 16e                      | 57e    | —         | —          | 17e    | —            | Épreuve inexistante à cette date |
| 2013 Nové Město         | DNF                      | 43e    | 39e       | —          | 9e     | —            | Épreuve inexistante à cette date |
| 2015 Kontiolahti        | 27e                      | 8e     | 6e        | 25e        | 16e    | 18e          | Épreuve inexistante à cette date |
| 2016 Holmenkollen       | 21e                      | 10e    | 24e       | 28e        | 13e    | 16e          | Épreuve inexistante à cette date |
| 2017 Hochfilzen         | 24e                      | 13e    | 18e       | 20e        | 9e     | 17e          | Épreuve inexistante à cette date |
| 2019 Östersund          | Médaille d'argent, monde | 38e    | 37e       | 29e        | 9e     | 21e          | 19e                              |
| 2020 Antholz-Anterselva | 54e                      | 58e    | 44e       | —          | 11e    | 24e          | —                                |
| 2021 Pokljuka           | 12e                      | 57e    | 38e       | —          | 16e    | 15e          | —                                |
| 2023 Oberhof            | —                        | 27e    | 28e       | —          | —      | 13e          | —                                |
| 2024 Nové Město         | 54e                      | DNS    | —         | —          | —      | 22e          | —                                |
| 2025 Lenzerheide        | 56e                      | 25e    | 54e       | —          | 15e    | 15e          | —                                |

Légende :
- : première place, médaille d'or
- : deuxième place, médaille d'argent
- : troisième place, médaille de bronze
- : pas d'épreuve
- — : Non disputée par Iliev
- DNF : abandon

### Coupe du monde
- Meilleur classement général : 25e en 2015.
- 1 podium individuel : 1 deuxième place[4].

#### Classements en Coupe du monde
| Année     | Classement général final | Sprint | Poursuite | Individuel | Mass start |
| 2008-2009 | 100e                     | -      | -         | 72e        | -          |
| 2011-2012 | 60e                      | 70e    | 60e       | 41e        | -          |
| 2012-2013 | 44e                      | 34e    | 48e       | -          | 45e        |
| 2013-2014 | 66e                      | 71e    | 57e       | -          | -          |
| 2014-2015 | 25e                      | 20e    | 22e       | 22e        | 29e        |
| 2015-2016 | 38e                      | 31e    | 33e       | 44e        | 42e        |
| 2016-2017 | 32e                      | 28e    | 29e       | 41e        | 31e        |
| 2017-2018 | 59e                      | 59e    | 59e       | 59e        | -          |
| 2018-2019 | 43e                      | 48e    | 49e       | 16e        | 45e        |
| 2019-2020 | 35e                      | 43e    | 39e       | 54e        | 28e        |
| 2020-2021 | 42e                      | 41e    | 42e       | 33e        | 48e        |

### Championnats d'Europe
- Médaille de bronze de l'individuel en 2015 à Otepää.
- Médaille de bronze de la mass-start en 2016 à Tioumen.
- Médaille d'or du sprint en 2017 à Duszniki-Zdrój.

### Universiades
- Médaillé de bronze à l'Universiade d'hiver de 2011 en relais mixte.

### Championnats du monde de biathlon d'été
- Médaille de bronze du sprint en 2011.
- Médaille d'or du sprint en 2015.
- Médaille d'argent du relais mixte en 2015.